# Génova: Le Strade Nuove e o sistema dos Palazzi dei Rolli
Génova: Le Strade Nuove e o sistema dos Palazzi dei Rolli é um sítio classificado como Património da Humanidade pela UNESCO desde 12 de Julho de 2006 que se estende ao longo das Strade Nuove (Via Garibaldi, Via Cairoli e Via Balbi) e inclui o sistema de palácios conhecido como Palazzi dei Rolli.
No Rolli di Genova - ou, mais precisamente, Rolli degli alloggiamenti pubblici di Genova - estava indicada, na época da antiga República de Génova, a lista dos palácios e residências excelentes das nobres famílias que ambicionavam hospedar - com base num sorteio público - as altas personalidades de passagem para visitar o Estado.

## Palácios classificados como Património da Humanidade

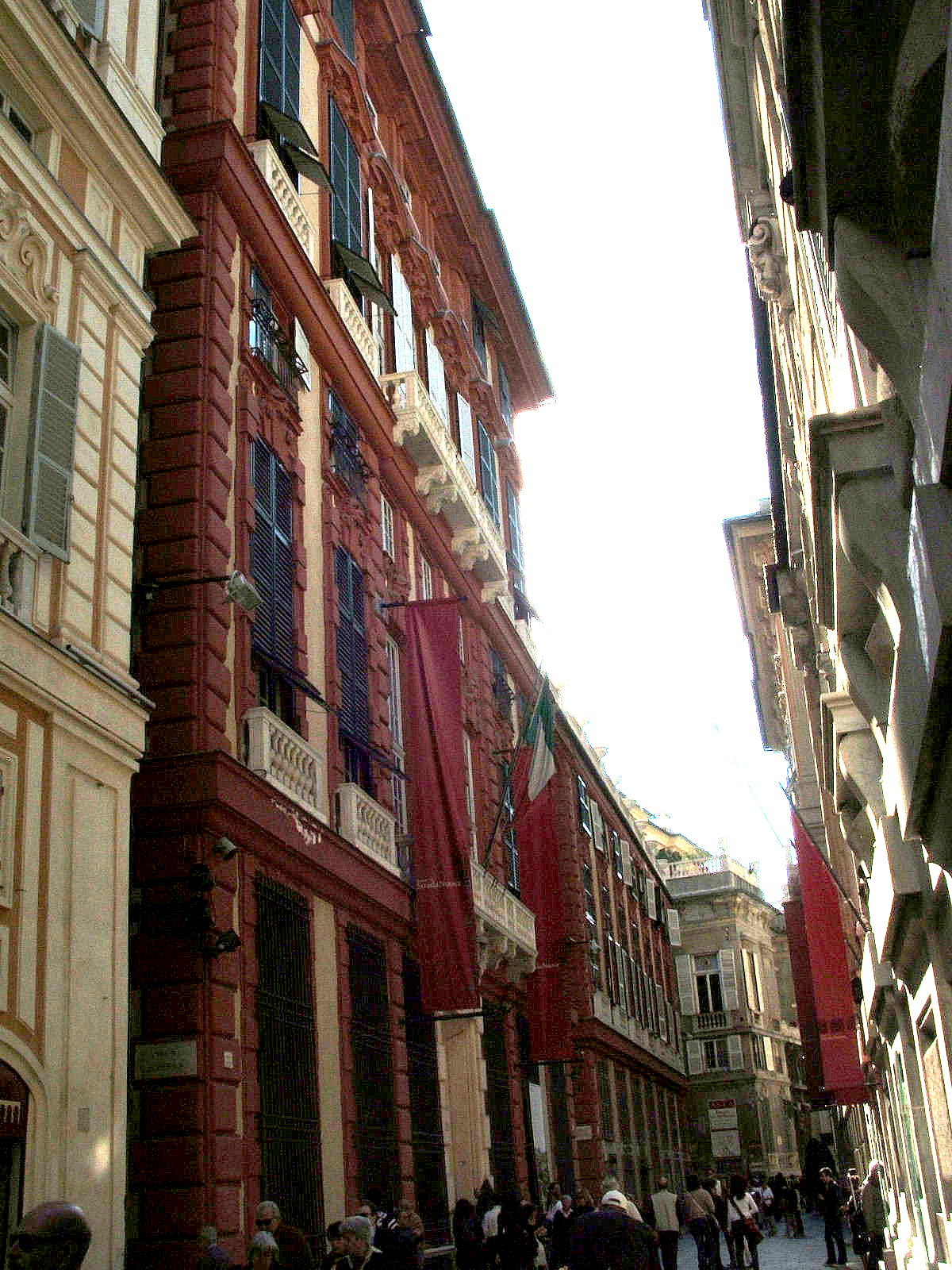
Palazzo Rosso

Quarenta e três destes palácios (dois deles fundidos entre si) estão classificados como Património da Humanidade desde 2006, incluidos no sítio Génova: Le Strade Nuove e o sistema dos Palazzi dei Rolli. São eles:
|    | Titular do palácio                       | Localização                       | Palácio                                          | Foto |  |
| -- | ---------------------------------------- | --------------------------------- | ------------------------------------------------ | ---- |  |
| 1  | Antonio Doria                            | Largo Lanfranco, 1, Genoa         | Palazzo Doria Spinola                            |      |  |
| 2  | Clemente Della Rovere                    | Piazza Della Rovere, 1, Genoa     | Palazzo Clemente Della Rovere                    |      |  |
| 3  | Gio. Battista Spinola                    | Salita Santa Caterina, 4, Genoa   | Palazzo Giorgio Spinola                          |      |  |
| 4  | Tommaso Spinola                          | Salita Santa Caterina, 3, Genoa   | Palazzo Tommaso Spinola                          |      |  |
| 5  | Giacomo Spinola                          | Piazza Fontane Marose, 6, Genoa   | Palazzo Giacomo Spinola "dei Marmi"              |      |  |
| 6  | Antonio Doria                            | Piazza Fontane Marose, 3-4, Genoa | Palazzo Ayrolo Negrone                           |      |  |
| 7  | Paolo e Nicolò Interiano                 | Piazza Fontane Marose, 2, Genoa   | Palazzo Interiano Pallavicini                    |      |  |
| 8  | Agostino Pallavicini                     | Via Garibaldi, 1, Genoa           | Palazzo Cambiaso Pallavicini                     |      |  |
| 9  | Pantaleo Spinola                         | Via Garibaldi, 2, Genoa           | Palazzo Spinola Gambaro                          |      |  |
| 10 | Franco Lercari                           | Via Garibaldi, 3, Genoa           | Palazzo Lercari-Parodi                           |      |  |
| 11 | Tobia Pallavicini                        | Via Garibaldi, 4, Genoa           | Palazzo Carrega-Cataldi                          |      |  |
| 12 | Angelo Giovanni Spinola                  | Via Garibaldi, 5, Genoa           | Palazzo Angelo Giovanni Spinola                  |      |  |
| 13 | Andrea and Gio. Battista Spinola         | Via Garibaldi, 6, Genoa           | Palazzo Doria (Genoa)                            |      |  |
| 14 | Nicolosio Lomellino                      | Via Garibaldi, 7, Genoa           | Palazzo Nicolosio Lomellino                      |      |  |
| 15 | Lazzaro and Giacomo Spinola              | Via Garibaldi, 8-10, Genoa        | Palazzo Cattaneo-Adorno                          |      |  |
| 16 | Nicolò Grimaldi                          | Via Garibaldi, 9, Genoa           | Palazzo Doria Tursi (City Hall)                  |      |  |
| 17 | Baldassarre Lomellini                    | via Garibaldi, 12, Genoa          | Palazzo Campanella o di Baldassarre Lomellini    |      |  |
| 18 | Luca Grimaldi                            | Via Garibaldi, 11, Genoa          | Palazzo Bianco                                   |      |  |
| 19 | Rodolfo and Francesco Brignole Sale      | via Garibaldi, 18, Genoa          | Palazzo Rosso (Genoa)                            |      |  |
| 20 | Gerolamo Grimaldi                        | Salita San Francesco, 4, Genoa    | Palazzo della Meridiana                          |      |  |
| 21 | Gio Carlo Brignole                       | Piazza della Meridiana, 2, Genoa  | Palazzo Durazzo Brignole                         |      |  |
| 22 | Bartolomeo Lomellino                     | Largo Della Zecca, 4, Genoa       | Palazzo Rostan Reggio                            |      |  |
| 23 | Stefano Lomellini                        | Via Cairoli, 18, Genoa            | Palazzo Lomellini Doria Lamba                    |      |  |
| 24 | Giacomo Lomellini and Cattaneo De Marini | Largo della Zecca, 2, Genoa       | Palazzo Lomellini Patrone                        |      |  |
| 25 | Antoniotto Cattaneo                      | Piazza della Nunziata, 2, Genoa   | Palazzo Cattaneo Belimbau                        |      |  |
| 26 | Gio. Agostino Balbi                      | Via Balbi, 1, Genoa               | Palazzo Durazzo Pallavicini                      |      |  |
| 27 | Gio Francesco Balbi                      | Via Balbi, 2, Genoa               | Palazzo Balbi Cattaneo                           |      |  |
| 28 | Giacomo and Pantaleo Balbi               | Via Balbi, 4, Genoa               | Palazzo Balbi Senarega                           |      |  |
| 29 | Francesco Balbi Piovera                  | Via Balbi, 6, Genoa               | Palazzo Balbi Piovera Raggio                     |      |  |
| 30 | Stefano Balbi                            | Via Balbi, 10, Genoa              | Royal Palace of Genoa                            |      |  |
| 31 | Cosma Centurione                         | Via Lomellini, 8, Genoa           | Palazzo Cosma Centurione                         |      |  |
| 32 | Giorgio Centurione                       | Via Lomellini, 5, Genoa           | Palazzo Centurione Durazzo Pallavicini           |      |  |
| 33 | Gio. Battista Centurione                 | Via del Campo, 1, Genoa           | Palazzo Gio Battista Centurione                  |      |  |
| 34 | Cipriano Pallavicini                     | Piazza Fossatello, 2, Genoa       | Palazzo Pallavicini                              |      |  |
| 35 | Nicolò Spinola                           | Via San Luca, 14, Genoa           | Palazzo Nicolò Spinola                           |      |  |
| 36 | Francesco Grimaldi                       | Piazza di Pellicceria, 1, Genoa   | Palazzo Spinola di Pellicceria                   |      |  |
| 37 | Gio. Battista Grimaldi                   | Vico S. Luca, 4, Genoa            | Palazzo Gio Battista Grimaldi (Vico San Luca)    |      |  |
| 38 | Gio. Battista Grimaldi                   | Piazza San Luca, 2, Genoa         | Palazzo Gio. Battista Grimaldi (Piazza San Luca) |      |  |
| 39 | Stefano De Mari                          | Via San Luca, 5, Genoa            | Palazzo Stefano De Mari                          |      |  |
| 40 | Ambrogio Di Negro                        | via San Luca, 2, Genoa            | Palazzo Ambrogio Di Negro                        |      |  |
| 41 | Emanuele Filiberto Di Negro              | Via al Ponte Reale, 2, Genoa      | Palazzo Emanuele Filiberto Di Negro              |      |  |
| 42 | De Marini                                | Piazza De Marini, 1, Genoa        | Palazzo De Marini Croce                          |      |  |

- Palazzo Rosso

## Palácios não classificados como Património da Humanidade
Para além destes, existem mais setenta e um que estão fora da classificação como Património da Humanidade. São eles:
|    | Titular do Palácio                | Localização                       | Foto                                         |  |
| -- | --------------------------------- | --------------------------------- | -------------------------------------------- |  |
| 1  | Ottavio Imperiale                 | Piazza Campetto, 2, Genoa         | Palazzo Ottavio Imperiale                    |  |
| 2  | Gio. Vincenzo Imperiale           | Piazza Campetto 8A                | Palazzo Gio Vincenzo Imperiale               |  |
| 3  |                                   | Largo G. A. Sanguineti 11         | Palazzo Senarega-Zoagli                      |  |
| 4  |                                   | Piazza Cattaneo 26                | Palazzo Cattaneo Della Volta                 |  |
| 5  | Giulio Pallavicini                | Piazza De Ferrari 2               | Palazzo Giulio Pallavicini                   |  |
| 6  | Agostino Spinola                  | Piazza De Ferrari 3               | Palazzo Agostino Spinola                     |  |
| 7  | Pietro Durazzo                    | Piazza De Marini 4                | Palazzo Pietro Durazzo                       |  |
| 8  | Nicolò Lomellini                  | Piazza della Nunziata 5           | Palazzo Nicolò Lomellini                     |  |
| 9  | Cristoforo Spinola                | Piazza della Nunziata 6           | Palazzo Cristoforo Spinola                   |  |
| 10 | Bernardo e Giuseppe De Franchi    | Piazza della Posta Vecchia 2      | Palazzo Bernardo e Giuseppe De Franchi       |  |
| 11 | Agostino De Franchi               | Piazza della Posta Vecchia 3      | Palazzo Agostino De Franchi                  |  |
| 12 | Domenico Grillo                   | Piazza delle Vigne 4              | Palazzo Domenico Grillo                      |  |
| 13 |                                   | Piazza delle Vigne 6              | Palazzo Agostino Doria                       |  |
| 14 | Pietro Spinola                    | Piazza di Pellicceria 3           | Palazzo Pietro Spinola di San Luca           |  |
| 15 | Giulio Sale                       | Piazza Embriaci 5                 | Palazzo Giulio Sale                          |  |
| 16 |                                   | Piazza Fontane Marose 1           | Palazzo Spinola di Luccoli-Balestrino        |  |
| 17 | Marc'Antonio Giustiniani          | Piazza Giustiniani 6              | Palazzo Marcantonio Giustiniani              |  |
| 18 | Lorenzo Cattaneo                  | Piazza Grillo Cattaneo 1          | Palazzo Lorenzo Cattaneo                     |  |
| 19 | Lazzaro Grimaldi                  | Piazza Inferiore di Pellicceria 1 | Palazzo Lazzaro Grimaldi                     |  |
| 20 |                                   | Piazza Luccoli 2                  | Palazzo De Mari                              |  |
| 21 |                                   | Piazza Pinelli 2                  | Palazzo Pinelli-Parodi                       |  |
| 22 | Agostino e Giacomo Salvago        | Piazza San Bernardo 26            | Palazzo Salvaghi                             |  |
| 23 | Paolo De Benedetti                | Piazza San Donato 21              | Palazzo Paolo De Benedetti                   |  |
| 24 |                                   | Piazza San Giorgio 32             | Palazzo Basadonne                            |  |
| 25 | Giorgio Doria                     | Piazza San Matteo 14              | Palazzo Giorgio Doria                        |  |
| 26 | Marc'Aurelio Rebuffo              | Piazza Santa Sabina 2             | Palazzo Marc'Aurelio Rebuffo                 |  |
| 27 | Antonio Sauli                     | Piazza Sauli 3                    | Palazzo Antonio Sauli                        |  |
| 28 | Gio. Batta Senarega               | Piazza Senarega 1                 | Palazzo Gio Batta Senarega                   |  |
| 29 |                                   | Salita di San Matteo 19           | Palazzo Doria-Danovaro                       |  |
| 30 |                                   | Salita di Santa Caterina 1        | Palazzo Spinola di Luccoli-Cervetto          |  |
| 31 | Luciano Spinola                   | Salita di Santa Caterina 2        | Palazzo Luciano Spinola di Luccoli           |  |
| 32 |                                   | Salita di Santa Caterina 5        | Palazzo Spinola-Celesia                      |  |
| 33 | Agostino e Benedetto Viale        | Salita Pollaioli 12               | Palazzo Agostino e Benedetto Viale           |  |
| 34 |                                   | Via A. Gramsci 3                  | Palazzo Lomellini-Serra                      |  |
| 35 |                                   | Via al Ponte Calvi 3              | Palazzo Pallavicini-Fabiani                  |  |
| 36 |                                   | Via al Ponte Reale 1              | Palazzo Adorno                               |  |
| 37 | Gio. Andrea Cicala                | Via Canneto il Lungo 17           | Palazzo Gio Andrea Cicala                    |  |
| 38 | Agostino Calvi Saluzzo            | Via Canneto il Lungo 21           | Palazzo Agostino Calvi Saluzzo               |  |
| 39 |                                   | Via Canneto il Lungo 27           | Palazzo Fieschi-Crosa di Vergagni            |  |
| 40 |                                   | Via Canneto il Lungo 6            | Palazzo De Franchi-Pittaluga                 |  |
| 41 | Gio. Battista Saluzzo             | Via Chiabrera 7                   | Palazzo Gio Battista Saluzzo                 |  |
| 42 |                                   | Via David Chiossone 14            | Palazzo Doria-Serra                          |  |
| 43 |                                   | Via David Chiossone 4             | Palazzo Grimaldi                             |  |
| 44 |                                   | Via degli Orefici 7               | Palazzo Lercari-Spinola                      |  |
| 45 | Vincenzo Giustiniani Banca        | Via dei Giustiniani 11            | Palazzo Vincenzo Giustiniani Banca           |  |
| 46 | Gaspare Basadonne                 | Via dei Giustiniani 3             | Palazzo Gaspare Basadonne                    |  |
| 47 | Bartolomeo Invrea                 | Via del Campo 10                  | Palazzo Bartolomeo Invrea                    |  |
| 48 |                                   | Via del Campo 12                  | Palazzo Durazzo-Cattaneo Adorno              |  |
| 49 | Antonio Doria Invrea              | Via del Campo 9                   | Palazzo Antonio Doria Invrea                 |  |
| 50 | Francesco Borsotto                | Via della Maddalena 29            | Palazzo Francesco Borsotto                   |  |
| 51 | Jacopo Spinola                    | Via della Posta Vecchia 16        | Palazzo Jacopo Spinola                       |  |
| 52 |                                   | Via Luccoli 22                    | Palazzo Tommaso Franzone                     |  |
| 53 | Daniele Spinola                   | Via Luccoli 23                    | Palazzo Spinola Franzoni                     |  |
| 54 | Filippo Lomellini                 | Via Paolo Emilio Bensa 1          | Palazzo Filippo Lomellini                    |  |
| 55 | Marc'Antonio Sauli                | Via San Bernardo 19               | Palazzo Marcantonio Sauli                    |  |
| 56 |                                   | Via San Bernardo 21               | Palazzo Alessandro Giustiniani               |  |
| 57 | Bendinelli Sauli                  | Via San Lorenzo 12                | Palazzo Bendinelli Sauli                     |  |
| 58 | Sinibaldo Fieschi                 | Via San Lorenzo 17                | Palazzo Sinibaldo Fieschi                    |  |
| 59 | Orazio e G. Fran.co De Franceschi | Via San Lorenzo 19                | Palazzo Orazio e Gio Francesco De Franceschi |  |
| 60 | Giovanni Battista Centurione      | Via San Lorenzo 5                 | Palazzo Centurione-Gavotti                   |  |
| 61 |                                   | Via San Lorenzo 8                 | Palazzo Durazzo-Zoagli                       |  |
| 62 |                                   | Via San Luca 4                    | Palazzo Spinola di San Luca-Gentile          |  |
| 63 |                                   | Via San Luca 6                    | Palazzo Spinola di San Luca                  |  |
| 64 | Gerolamo Pallavicini              | Via XXV Aprile 12                 | Palazzo Gerolamo Pallavicini                 |  |
| 65 | Giovanni Garibaldi                | Vico Carmagnola 7                 | Palazzo Giovanni Garibaldi                   |  |
| 66 |                                   | Vico dei Ragazzi 6                | Palazzo Sauli                                |  |
| 67 |                                   | Vico del Fieno 2                  | Palazzo Chiavari-Calcagno                    |  |
| 68 | Brancaleone Grillo                | Vico Delle Mele 6                 | Palazzo Brancaleone Grillo                   |  |
| 69 |                                   | Vico Falamonica 1                 | Palazzo Doria-Centurione                     |  |
| 70 | Nicola Grimaldi                   | Vico San Luca 2                   | Palazzo Nicola Grimaldi                      |  |
| 71 |                                   | Vico Scuole Pie 1                 | Palazzo Cicala-Raggio                        |  |
| 72 |                                   | Via Lomellini 15                  | Palazzo Lomellini-Dodero                     |  |